# Willy Knippenberg

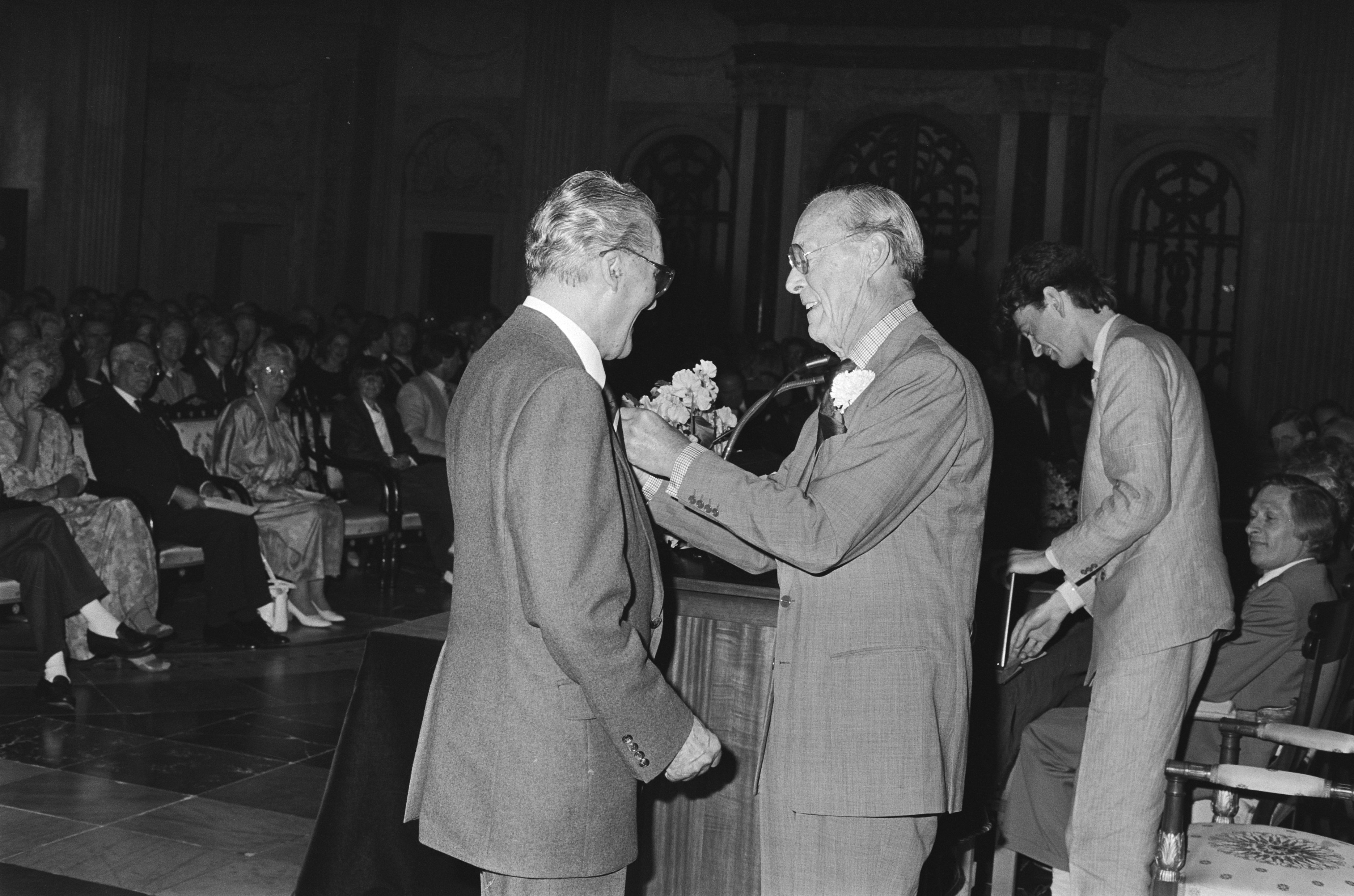
Willy Knippenberg krijgt Zilveren Anjer (1985)

Willem Herman Theodoor (Willy) Knippenberg (Venlo, 15 november 1910 - Nijmegen, 31 december 2005) was een Nederlands geestelijke.
Hij was zoon van Maria Gertrudis Hoffmanns en Herman Hubert Knippenberg. Vader was leraar en schoolhoofd. Hijzelf bleef vermoedelijk ongetrouwd.
Hij had een roeping tot priester (1935 inwijding) en kreeg daartoe een opleiding aan Seminarie Beekvliet onder Frans Goyaerts. Achteraf bezien vond Knippenberg de manier van onderricht enerzijds te stijf, anderzijds zag hij dat dat toch af en toe wel nodig was met 250 puberende leerlingen. Knippenberg voelde zich geremd in zijn ontwikkeling, maar bleef er toch terwijl andere vertrokken. Wel studeerde Knippenberg klassieke letteren aan de Katholieke Universiteit Nijmegen (kandidaatsexamen 1941; doctoraal 1954); hij vond zichzelf te ongeduldig om promotie(-onderzoek) de doen.
Tijdens de studie trok hij erop uit om musea (bijvoorbeeld het bisschoppelijk museum) en plaatselijke opgravingen te bezichtigen. Van betekenis was het uitbreken van de Tweede Wereldoorlog, waarbij Beekvliet werd gevorderd om er een gijzelaarskamp van te maken. Professor Knippenberg, die er tussen 1939 en 1975 les gaf, moest die oorlog zelf maar door zien te komen en ging op onderzoek uit. Een vondst in 1942 in Sint-Michielsgestel leverde een grote verzameling Romeinse munten op, later volgde nog een grote vondst aan munten nabij het Blindeninstituut en een in Vught (1962).  Knippenberg werd dus zelf classicus aan Beekvliet, maar werd ook conservator van het bisschoppelijk museum dat ondertussen in Beekvliet was ondergebracht. In zijn vrije tijd trok hij geheel Noord-Brabant door om kerken en pastoorswoningen binnen Bisdom Den Bosch te bezoeken en maakte daarbij een inventarisatie van het kerkzilver (kruisbeelden, kelken, etc.), waarbij ook de keurmerken werden nagelopen, zodat een aantal zilversmeden aan de anonimiteit werden onttrokken. Ook werden er huisbezoeken afgelegd om te kijken was particulieren nog uit de hoogtijdagen hadden weten te bewaren. Ook verzamelde amuletten en andere devotionalia vielen hem op. In de jaren tachtig lag een bedevaartstocht naar Santiago de Compostella in de planning. In stille perioden gaf Knippenberg lezingen in het land over welk onderwerp men ook wilde uitdiepen. Zijn lezing over Bijgeloof en hekserij werd meer dan 250 keer aangevraagd  Naast praktijkzaken was hij ook bestuurlijk actief. Hij was bestuurslid van het Museum van religieuze kunst te Uden en Noordbrabants Genootschap, conservator bij De Vier Quartieren in Oirschot en hij had zelf ook een klein museumpje in zijn woning (Socrateslaan, Den Bosch).
Van zijn hand verscheen in 1980 Devotionalia met een herdruk in 1985. Ook was hij medesamensteller van het Katholiek Woordenboek (1987, Thomas Rap). Zijn devies was ’t Is kunst te leven, naar een marmeren plaat in zijn ouderlijk huis in Helmond. Voor hem was het vinden de uitdaging, vervolgens was hij benieuwd wat andere mensen aan de hand van zijn bevindingen konden verrichten.
Knippenberg had nog een andere liefhebberij; het bestuderen van vogels en vlinders; ook daar gaf hij lezingen over. Zijn interesse ging daarbij vooral uit naar de periode 15e eeuw tot heden.
Knippenberg werd in 1971 benoemd tot ridder in de Orde van Oranje-Nassau (cultuur, recreatie en maatschappelijk werk, etc.) en in 1978 geëerd met de Cultuurprijs van Noord-Brabant; in 1985 met de Zilveren Anjer. Hij is naamgever van de Willy Knippenbergprijs.
Hij overleed in Nijmegen, wonende in Berchmanianum. Hij werd begraven op de Begraafplaats Orthen.
- Gemeinsame Normdatei: 172190886
- International Standard Name Identifier: 0000 0001 3980 3722
- Library of Congress Control Number: n80101937
- Nederlandse Thesaurus van Auteursnamen: 072214082
- Virtual International Authority File: 199136300